# Thomasin McKenzie
Thomasin Harcourt McKenzie (Wellington, 26 juli 2000) is een Nieuw-Zeelandse actrice.

## Biografie
Op 26 juli 2000 werd McKenzie geboren in de Nieuw-Zeelandse stad Wellington, als de dochter van actrice Miranda Harcourt en regisseur Stuart McKenzie. Haar grootmoeder is actrice Kate Harcourt.

## Carrière
McKenzie maakte op twaalfjarige leeftijd haar debuut in de Nieuw-Zeelandse dramafilm Existence (2012). Twee jaar later vertolkte ze het personage Astrid in de blockbuster The Hobbit: The Battle of the Five Armies (2014). 
Haar hoofdrol in de Amerikaanse dramafilm Leave No Trace (2018) leverde haar verscheidene filmprijzen op en betekende haar grote doorbraak. Een jaar later speelde ze mee in The King (2019) en Jojo Rabbit (2019).

## Filmografie

### Film
- Existence (2012)
- Consent: The Louise Nicholas Story (2014)
- The Hobbit: The Battle of the Five Armies (2014)
- The Changeover (2017)
- Leave No Trace (2018)
- The King (2019)
- Jojo Rabbit (2019)
- True History of the Kelly Gang (2019)
- Lost Girls (2020)
- Old (2021)
- The Power of the Dog (2021)
- Last Night in Soho (2021)

### Televisie (selectie)
- Shortland Street  (2015)
- Bright Summer Night (2016)
- Lucy Lewis Can't Lose (2017)
- The Cul De Sac (2017)
- Life After Life (2022)